# جيف غلاس (لاعب هوكي الجليد)
جيف غلاس هو لاعب هوكي الجليد كندي، ولد في 19 نوفمبر 1985 في كالغاري في كندا.

## وصلات خارجية
- جيف غلاس على موقع دوري الهوكي الوطني (الإنجليزية)
- جيف غلاس على موقع دوري الهوكي للقارات (الإنجليزية)
- جيف غلاس على موقع EliteProspects.com (الإنجليزية)
- جيف غلاس على موقع Eurohockey.com (الإنجليزية)
- جيف غلاس على موقع HockeyDB.com (الإنجليزية)
- جيف غلاس على موقع Hockey-Reference.com (الإنجليزية)